# Эволюция. Естественный Отбор (настольная игра)
Эволюция. Естественный отбор  (англ. Evolution) — настольная игра. Игра была создана Дмитрием Кнорре, Сергеем Мачиным и Домиником Крапучеттес. Издано компаниями North Star Game и «Правильные игры» в 2014 году. Является существенной переработкой игры Эволюция.

## Правила игры
Игроки развивают свои собственные виды животных, наделяя их свойствами которые борются за существование в конкурентной борьбе за ресурсы.

### Цель игры
Игроки стремятся набрать как можно больше победных очков, увеличивая численность животных, обеспечивая их выживаемость и пропитание.
В конце игры победные очки начисляются за:
1. фишки еды, которые животные игрока получили за время игры
2. размер популяции всех выживших видов игрока
3. карты со свойствами выживших видов игрока

Игра продолжается несколько ходов. Каждый ход состоит из четырёх фаз.

### Фаза 1: Получение новых карт
В первый ход все игроки получают по 1 планшету вида. Для планшета есть два деления с маркерами. Одно деление - счетчик "размер тела", другое - счетчик "популяция".  Каждому игроку раздается следующее количество карт: количество его планшетов видов + 3. Если при этом колода заканчивается, то сброс карт перемешивается и делается новая колода но этот ход считается последним и в его конце будут посчитаны победные очки.

### Фаза 2: Выращивание пищи
Число в правом нижнем углу на каждой карте показывает количество растительной пищи. Каждый игрок выбирает карту из своей руки и кладёт ее на "водопой" лицом вниз. Эти карты определяют, сколько растительной пищи будет в этом ходе.

### Фаза 3: Розыгрыш карт
Каждый игрок, начиная с Первого, может сыграть любое количество карт из руки (или оставить их до следующего хода).
Каждую карту можно разыграть одним из трех способов:
1. Сыграть свойство. Игрок может выложить карту лицом вниз над одним из своих планшетов вида, наделив данный вид соответствующим свойством. Виду не может иметь одинаковые свойства. У вида не может быть более 3 свойств. В эту фазу игрок может сбросить ожно или несколько различных свойств с любых своих видов.
2. Создать новый вид. Игрок может сбросить с руки карту , чтобы создать планшет.
3. Увеличить размер тела или размер популяции. Игрок может сбросить с руки карту, чтобы увеличить на 1 размер тела или размер популяции одного из своих видов. Максимальное возможное значение счетчиков - "6", сдвинуть маркер дальше нельзя.

Когда Первый игрок сыграл все карты свойств, которое хотел, ход передается следующему игроку по часовой стрелке, и так далее. Когда все игроки сыграли свои карты, игроки переворачивают лицом вверх карты с новыми свойствами, сыгранными в этот ход.

### Фаза 4: Питание

#### 1. Определение количества еды
Числа указанные на картах , положенных на "водопой" суммируются. Столько новых фишек еды добавляется на "водопой" из "кормовой базы". Если результат отрицательный, с "водопоя" нужно убрать соответствующее количество фишек еды (если это возможно). Вскрытые карты еды помещаются в сброс.

#### 2. Кормление животных
В этой фазе все игроки стараются накормить своих животных. Каждый игрок, начиная с Первого и далее по часовой стрелке, должен кормить один из видов своих животных.
Травоядные. Фишка еды кладется на планшет вида в специальную зону над счетчиком размера популяции. Вид не может получить больше фишек еды, чем размер его популяции.
Хищники. Хищник питается только нападая на животных других видов.  Атаковать можно только при следующих условиях: 
- хищник голоден;
- размер тела хищника больше, чем размер тела у вида животных, который он атакует;
- у хищника есть свойства, которые позволяют ему преодолеть действие всех защитных свойств животных, которого он атакует.

Если хищник атаковал успешно:
1. размер популяции атакованного вида уменьшается на 1. Если размер популяции жертвы уменьшается до нуля то вид погибает.
2. вид атаковавшего хищника получает столько фишек еды из "кормовой базы", сколько  был размер тела у жертвы.

#### 4. Завершение фазы питания
Кормление происходит пока все виды не будут накормлены, либо пока никто из оставшихся голодными не сможет больше получать фишки еды.
- Вид остался голодным. В этом случае размер его популяции сокращается до количества полученных им фишек еды. Если вид вообще не получил фишек, то он погибает.
- Каждый игрок складывает в свой мешочек все фишки еды, полученные его животными в этом раунде.
- Если на "водопое" остались фишки еды, они сохраняются до следующего хода.
- Первым игроком становится следующий игрок по часовой стрелке

### Гибель животных
Если размер популяции вида сокращается до нуля, то он вымирает. Игрок убирает планшет вида, сбрасывая все его карты свойств и берет себе в руку такое же количество карт из колоды.

### Завершение игры и подсчет очков
Если колода закончилась в фазе получения новых карт, сброс перемешивается, и текущий ход становится последним ходом. Если карты в колоде закончились в любой другой момент игры, сброс перемешивается, и следующий ход становится последним ходом игры.  После завершения последнего хода подсчитываются победные очки: 
- каждая фишка еды в мешочке приносит 1 очко;
- каждый выживший вид животных приносит столько очков, каков его размер популяции;
- каждая карта со свойством у выживших видов приносит 1 очко.

Победитель определеятеся последовательным сравнением:
1. суммарным числом победных очков;
2. общим числом свойств;
3. общим числом популяции.
4. жребий

## Дополнения к игре
Первое дополнение - "Полёт", дополняющее базовую игр 48 новыми картами с новыми свойствами для сухопутных видов, новыми планшетами для летающих видов (максимальный размер для них - 3, а не 6), а так же новым планшетом для Кормления - Утёс. В правила вносятся два возможных События - Пикирование и Распространение семян.
Второе дополнение - "Климат", добавляющее особый планшет Климата. В игру при помощи него вносятся 9 климатических состояний мира, от иссушения до ледникового периода. Действие климата действует в нескольких направлениях: во-первых, от похолодания серьёзнее страдают виды с малым размером тела, а от перегрева - с крупным. Во-вторых, изменение климата ведёт к изменению размеров кормовой базы. В-третьих, в разных климатических зонах возможны новые События - изменяющие Климат или размер кормовой базы в текущем или последующих ходах.

## Награды
- 2014 Номинант премии "Golden Geek Best Thematic Board Game" [2]
- 2014 Номинант премии "Golden Geek Best Family Board Game"  [3]
- 2014 Номинант премии "Golden Geek Best Board Game Artwork & Presentation" [4]